# Brimingen
Brimingen település Németországban, Rajna-vidék-Pfalz tartományban. Lakosainak száma 108 fő (2023. december 31.).

## Népesség
A település népességének változása:
| Lakosok száma | 92   | 85   | 111  | 111  | 108  |
|               | 2017 | 2019 | 2021 | 2022 | 2023 |